# La Borne
La Borne és un llogaret de França situat en el territori de les comunes d'Henrichemont i de Morogues al departament del Cher, regió Centre-Vall del Loira. Des del segle xii és un lloc de creació de ceràmica i un reputat centre de producció de terrissa en gres. Actualment entre 24 ceramistes i terrissaires contemporanis treballen a La Borne i llurs voltants. Constitueix una de les etapes de la Ruta Jacques-Cœur.